# Rudolph Stockhausen
Rudolph Theodor Friedrich Christoph Stockhausen (* 3. Dezember 1821 in Romrod; † 27. Januar 1870 in Groß-Umstadt) war ein deutscher Landrichter und hessischer Abgeordneter.

## Leben
Rudolph Stockhausen war der Sohn des Steuerrates Franz Wilhelm Stockhausen und dessen Ehefrau Wilhelmine Appolonia geborene Seyler. Stockhausen, der evangelischer Konfession war, heiratete am 21. Juni 1847 in Lampertheim Catharina geborene Camesasca (* 12. Mai 1823 in Seligenstadt; † 27. Februar 1909 in Darmstadt), die Tochter des Rentamtmanns und Abgeordneten Anton Camesasca (1792–1840) und dessen Ehefrau Margaretha geborene Rose (1791–1848).
Rudolph Stockhausen studierte ab 1839 Rechtswissenschaft an der Universität Gießen und schloss das Studium 1842 mit der Promotion zum Dr. jur. ab. 1847 wurde er Sekretär bei der Visitationskommission für die Stadt- und Landgerichte Darmstadt, 1848 Landgerichtsassessor in Butzbach und 1852 Landgerichtsassessor in Offenbach. 1865 wurde er Landrichter am Landgericht Groß-Umstadt.
Von 1862 bis 1870 gehörte er der Zweiten Kammer der Landstände des Großherzogtums Hessen an. Er wurde für den Wahlbezirk Stadt Friedberg gewählt. In den Landständen vertrat er liberal-konservative Positionen. Er ist in Darmstadt begraben.